# Grönländische Fußballmeisterschaft 2018
Die Grönländische Fußballmeisterschaft 2018 war die 56. Spielzeit der Grönländischen Fußballmeisterschaft.
Meister wurde zum dreizehnten Mal und zum achten Mal in elf Jahren Rekordmeister B-67 Nuuk.

## Teilnehmer
Folgende Mannschaften nahmen an der Meisterschaft teil. Teilnehmer der Schlussrunde sind fett.
- UB-83 Upernavik
- Terianniaq-58 Upernavik Kujalleq
- Eqaluk-56 Ikerasak
- Disko-76 Qeqertarsuaq
- G-44 Qeqertarsuaq
- N-48 Ilulissat
- Kugsak-45 Qasigiannguit
- T-41 Aasiaat
- Ippernaq-53 Kangaatsiaq
- SAK Sisimiut
- Kâgssagssuk Maniitsoq
- B-67 Nuuk
- IT-79 Nuuk
- NÛK
- N-85 Narsaq
- K-33 Qaqortoq
- Eĸaluk-54 Tasiusaq

## Modus
Die Mannschaften wurden für die Qualifikationsrunde in vier Gruppen eingeteilt. Die besten zehn Mannschaften qualifizierten sich für die Schlussrunde. Dort wurden sie wie üblich in zwei Gruppen eingeteilt. Anschließend folgte die Halbfinals und die Platzierungsspiele.

## Ergebnisse

### Qualifikationsrunde

#### Nordgrönland
In dieser Gruppe hätten ursprünglich auch der FC Malamuk Uummannaq und UB-68 Uummannaq spielen sollen, die sich aber zurückzogen. Stattdessen wurde Disko-76 Qeqertarsuaq in die Gruppe überführt. Die Spiele fanden vom 23. bis zum 27. Juli in Qeqertarsuaq statt. Es sind nur zwei Spielergebnisse überliefert.
| Datum         |                                  | Ergebnis |                                  | Ort          |
| ------------- | -------------------------------- | -------- | -------------------------------- | ------------ |
| 24. Juli 2018 | Terianniaq-58 Upernavik Kujalleq | 5:2      | UB-83 Upernavik                  | Qeqertarsuaq |
| 25. Juli 2018 | G-44 Qeqertarsuaq                | 4:3      | Terianniaq-58 Upernavik Kujalleq | Qeqertarsuaq |

UB-83 Upernavik und G-44 Qeqertarsuaq qualifizierten sich für die Schlussrunde.

#### Diskobucht
Die Spiele fanden vom 23. bis zum 27. Juli in Aasiaat statt. Kugsak-45 Qasigiannguit und N-48 Ilulissat qualifizierten sich für die Schlussrunde, während der FC Aqisseq Kangaatsiaq und T-41 Aasiaat ausschieden.

#### Mittelgrönland
GSS Nuuk zog sich vor dem Wettbewerb zurück.
| Pl. | Verein                | Sp. | S | U | N | Tore    | Punkte |
| --- | --------------------- | --- | - | - | - | ------- | ------ |
| 1.  | B-67 Nuuk             | 4   | 4 | 0 | 0 | 020:000 | 12     |
| 2.  | IT-79 Nuuk            | 4   | 3 | 0 | 1 | 013:100 | 09     |
| 3.  | NÛK                   | 4   | 1 | 1 | 2 | 008:130 | 04     |
| 4.  | Kâgssagssuk Maniitsoq | 4   | 1 | 1 | 2 | 010:190 | 04     |
| 5.  | SAK Sisimiut          | 4   | 0 | 0 | 4 | 009:180 | 0      |

| Datum         |                       | Ergebnis |                       | Ort  |
| ------------- | --------------------- | -------- | --------------------- | ---- |
| 24. Juli 2018 | SAK Sisimiut          | 3:4      | IT-79 Nuuk            | Nuuk |
| 24. Juli 2018 | Kâgssagssuk Maniitsoq | 0:8      | B-67 Nuuk             | Nuuk |
| 25. Juli 2018 | SAK Sisimiut          | 3:5      | NÛK                   | Nuuk |
| 25. Juli 2018 | IT-79 Nuuk            | 5:2      | Kâgssagssuk Maniitsoq | Nuuk |
| 26. Juli 2018 | SAK Sisimiut          | 3:5      | Kâgssagssuk Maniitsoq | Nuuk |
| 26. Juli 2018 | B-67 Nuuk             | 3:0      | NÛK                   | Nuuk |
| 27. Juli 2018 | IT-79 Nuuk            | 0:5      | B-67 Nuuk             | Nuuk |
| 27. Juli 2018 | Kâgssagssuk Maniitsoq | 3:3      | NÛK                   | Nuuk |
| 28. Juli 2018 | IT-79 Nuuk            | 4:0      | NÛK                   | Nuuk |
| 28. Juli 2018 | SAK Sisimiut          | 0:4      | B-67 Nuuk             | Nuuk |

#### Südgrönland
| Pl. | Verein             | Sp. | S | U | N | Tore    | Punkte |
| --- | ------------------ | --- | - | - | - | ------- | ------ |
| 1.  | K-33 Qaqortoq      | 2   | 2 | 0 | 0 | 017:600 | 06     |
| 2.  | Eĸaluk-54 Tasiusaq | 2   | 1 | 0 | 1 | 008:700 | 03     |
| 3.  | N-85 Narsaq        | 2   | 0 | 0 | 2 | 005:170 | 0      |

| Datum         |                    | Ergebnis |                    | Ort    |
| ------------- | ------------------ | -------- | ------------------ | ------ |
| 13. Juli 2018 | N-85 Narsaq        | 1:6      | Eĸaluk-54 Tasiusaq | Narsaq |
| 14. Juli 2018 | N-85 Narsaq        | 04:11    | K-33 Qaqortoq      | Narsaq |
| 15. Juli 2018 | Eĸaluk-54 Tasiusaq | 2:6      | K-33 Qaqortoq      | Narsaq |

### Schlussrunde

#### Vorrunde
Die Spiele fanden in Nuuk statt.
Gruppe A
| Pl. | Verein                  | Sp. | S | U | N | Tore    | Punkte |
| --- | ----------------------- | --- | - | - | - | ------- | ------ |
| 1.  | N-48 Ilulissat          | 4   | 4 | 0 | 0 | 026:100 | 12     |
| 2.  | NÛK                     | 4   | 3 | 0 | 1 | 014:900 | 09     |
| 3.  | UB-83 Upernavik         | 4   | 2 | 0 | 2 | 008:800 | 06     |
| 4.  | Kâgssagssuk Maniitsoq   | 4   | 1 | 0 | 3 | 007:170 | 03     |
| 5.  | Kugsak-45 Qasigiannguit | 4   | 0 | 0 | 4 | 006:260 | 0      |

| Datum        |                         | Ergebnis |                         |
| ------------ | ----------------------- | -------- | ----------------------- |
| 12. Aug 2018 | NÛK                     | 3:2      | UB-83 Upernavik         |
| 12. Aug 2018 | Kugsak-45 Qasigiannguit | 3:5      | Kâgssagssuk Maniitsoq   |
| 13. Aug 2018 | UB-83 Upernavik         | 3:1      | Kugsak-45 Qasigiannguit |
| 13. Aug 2018 | NÛK                     | 0:4      | N-48 Ilulissat          |
| 14. Aug 2018 | Kâgssagssuk Maniitsoq   | 0:5      | N-48 Ilulissat          |
| 14. Aug 2018 | NÛK                     | 5:1      | Kugsak-45 Qasigiannguit |
| 15. Aug 2018 | UB-83 Upernavik         | 3:0      | Kâgssagssuk Maniitsoq   |
| 15. Aug 2018 | Kugsak-45 Qasigiannguit | 01:13    | N-48 Ilulissat          |
| 16. Aug 2018 | UB-83 Upernavik         | 0:4      | N-48 Ilulissat          |
| 16. Aug 2018 | NÛK                     | 6:2      | Kâgssagssuk Maniitsoq   |

Gruppe B
| Pl. | Verein             | Sp. | S | U | N | Tore    | Punkte |
| --- | ------------------ | --- | - | - | - | ------- | ------ |
| 1.  | B-67 Nuuk          | 4   | 4 | 0 | 0 | 028:200 | 12     |
| 1.  | IT-79 Nuuk         | 4   | 3 | 0 | 1 | 020:800 | 09     |
| 3.  | K-33 Qaqortoq      | 4   | 2 | 0 | 2 | 015:200 | 06     |
| 4.  | G-44 Qeqertarsuaq  | 4   | 1 | 0 | 3 | 011:240 | 03     |
| 5.  | Eĸaluk-54 Tasiusaq | 4   | 0 | 0 | 4 | 003:230 | 0      |

| Datum        |                   | Ergebnis |                    |
| ------------ | ----------------- | -------- | ------------------ |
| 12. Aug 2018 | G-44 Qeqertarsuaq | 01:10    | B-67 Nuuk          |
| 12. Aug 2018 | IT-79 Nuuk        | 7:0      | K-33 Qaqortoq      |
| 13. Aug 2018 | G-44 Qeqertarsuaq | 2:0      | Eĸaluk-54 Tasiusaq |
| 13. Aug 2018 | B-67 Nuuk         | 5:1      | IT-79 Nuuk         |
| 14. Aug 2018 | K-33 Qaqortoq     | 5:2      | Eĸaluk-54 Tasiusaq |
| 14. Aug 2018 | G-44 Qeqertarsuaq | 2:4      | IT-79 Nuuk         |
| 15. Aug 2018 | B-67 Nuuk         | 5:0      | K-33 Qaqortoq      |
| 15. Aug 2018 | IT-79 Nuuk        | 8:1      | Eĸaluk-54 Tasiusaq |
| 16. Aug 2018 | G-44 Qeqertarsuaq | 06:10    | K-33 Qaqortoq      |
| 16. Aug 2018 | B-67 Nuuk         | 8:0      | Eĸaluk-54 Tasiusaq |

#### Platzierungsspiele
Halbfinale
| Datum        |                | Ergebnis |            | Ort  |
| ------------ | -------------- | -------- | ---------- | ---- |
| 18. Aug 2018 | N-48 Ilulissat | 3:0      | IT-79 Nuuk | Nuuk |
| 18. Aug 2018 | B-67 Nuuk      | 4:1      | NÛK        | Nuuk |

Spiel um Platz 9
| Datum        |                         | Ergebnis |                    | Ort  |
| ------------ | ----------------------- | -------- | ------------------ | ---- |
| 18. Aug 2018 | Kugsak-45 Qasigiannguit | 1:7      | Eĸaluk-54 Tasiusaq | Nuuk |

Spiel um Platz 7
| Datum        |                       | Ergebnis |                   | Ort  |
| ------------ | --------------------- | -------- | ----------------- | ---- |
| 18. Aug 2018 | Kâgssagssuk Maniitsoq | 1:4      | G-44 Qeqertarsuaq | Nuuk |

Spiel um Platz 5
| Datum        |                 | Ergebnis |               | Ort  |
| ------------ | --------------- | -------- | ------------- | ---- |
| 19. Aug 2018 | UB-83 Upernavik | 0:6      | K-33 Qaqortoq | Nuuk |

Spiel um Platz 3
| Datum        |            | Ergebnis |     | Ort  |
| ------------ | ---------- | -------- | --- | ---- |
| 19. Aug 2018 | IT-79 Nuuk | 3:0      | NÛK | Nuuk |

Finale
| Datum        |                | Ergebnis  |           | Ort  |
| ------------ | -------------- | --------- | --------- | ---- |
| 19. Aug 2018 | N-48 Ilulissat | 0:2 (0:1) | B-67 Nuuk | Nuuk |